# Colin Martin
Colin Martin, né le 11 mars 1906 et décédé le 2 janvier 1995, est un avocat et numismate vaudois.

## Biographie
Colin Martin a fait des études de droit à Lausanne et exercé durant quelques années dans les affaires. En 1937, il est nommé à la direction du Cabinet cantonal des médailles et trois ans plus tard il présente une thèse en histoire du droit, La réglementation bernoise des monnaies. Il obtient son brevet d'avocat en 1942. À côté de ses activités professionnelles, Colin Martin se prend au jeu des monnaies pour devenir un numismate reconnu et un administrateur hors pair. Sous sa direction, le Médaillier classe scientifiquement ses collections, sa bibliothèque s'accroît des indispensables instruments de travail nécessaires à l'identification et à la classification des objets. Colin Martin enrichit collections et bibliothèque par de nombreux dons personnels. Il est président de la Société suisse de numismatique de 1949 à 1980, trésorier de la Commission internationale des numismates et président entre 1975 et 1980 de la Société suisse des Sciences humaines. 
En 1939, des professeurs de l'Université de Lausanne, Charles Gilliard, Philippe Meylan, Jean Fleury et Henri Meylan lancent l'idée d'une collection, la Bibliothèque historique vaudoise, pour publier des thèses et études intéressant l'histoire vaudoise. Le projet obtient l'appui financier de la Société académique vaudoise, dont le secrétaire, Colin Martin, prend en charge la collection et surtout la pérennise. Grâce à sa générosité, à son dévouement et ses talents d'organisateur, la BHV publie en 2006 son 128e volume. En 1973, en reconnaissance de ses efforts, l'Université de Lausanne lui décerne le titre de Docteur honoris causa. L'année suivante, sous l'impulsion de Colin Martin, la Bibliothèque historique vaudoise crée les Cahiers d'archéologie romande pour donner une tribune aux découvertes et travaux archéologiques. De belle facture, richement illustrée, cette collection a dépassé aujourd'hui les cinquante numéros. En 1992 enfin, l'Association des amis du cabinet des médailles lancent les Cahiers romands de numismatique. 
Passeur entre l'Université, la recherche et le public, ouvert sans réserve à toutes les disciplines historiques, Colin Martin a joué un rôle essentiel dans le développement de ces disciplines et grandement favorisé leur diffusion.
Colin Martin décède le 2 janvier 1995.

## Sources
- « Colin Martin », sur la base de données des personnalités vaudoises sur la plateforme « Patrinum » de la Bibliothèque cantonale et universitaire de Lausanne.
- « Colin Martin » dans le Dictionnaire historique de la Suisse en ligne..
- Bulletin des Musées cantonaux vaudois, 1994, p. 55 ss
- Colin Martin, Bibliothèque historique vaudoise : 1940-1990, nos 1 à 100
- Cahiers d'archéologie romande : 1974-1990, nos 1 à 50, Lausanne, 1990 (BHV 100)
- Musée monétaire : Un des plus anciens musées vaudois